# Léandre Tawamba
Léandre Gaël Tawamba Kana (* 20. prosince 1989, Yaoundé) je kamerunský fotbalový záložník či útočník, hráč Partizanu Bělehrad.
V prosinci 2015 se oženil s kamerunskou přítelkyní Milene Melody Ewomo.

## Klubová kariéra
S fotbalem začínal na ulicích Yaoundé s kamarády, poté pokračoval od deseti let ve fotbalové škole.
V roce 2009 podepsal smlouvu s klubem Union Douala a po roce zamířil do Aigle Royal Menoua. Sezónu 2011/12 strávil v jihoafrickém klubu FC Cape Town. V létě 2012 se stal hráčem Mpumalanga Black Aces FC (JAR) a po půl roce přestoupil do Evropy do slovenského mužstva FC Nitra.

### MFK Ružomberok
V červenci 2013 podepsal tříletý kontrakt v MFK Ružomberok.
V srpnovém 5. kole Corgoň ligy 2013/14 se dvěma vstřelenými brankami podílel na vítězství Ružomberoku 3:2 nad Spartakem Trnava. V sezoně 2013/14 nastřílel v lize za Ružomberok celkem 13 branek, stal se druhým nejlepším střelcem Corgoň ligy, za vítězným Tomášem Malcem z Trenčína zaostal o jedinou trefu.

### Al-Ahly SC
V červenci 2014 odešel do libyjského klubu Al-Ahly SC, kde měl hrát libyjskou ligu, soutěž však neodstartovala.

### FC ViOn Zlaté Moravce
Vrátil se na Slovensko, kde od pátého kola Fortuna ligy 2015/16 nastupoval za klub FC ViOn Zlaté Moravce. V 19 ligových zápasech nasázel 11 gólů a stal se tahounem ofenzivy.

### FK Kajrat Almaty
V dubnu 2016 přestoupil z ViOnu do klubu FK Kajrat Almaty z Kazachstánu. V závěru sezóny se mu přestalo dařit střelecky a dostávalo se mu i menšího herního vytížení. Po sezóně 2016 se s klubem dohodl na ukončení smlouvy a vrátil se na Slovensko, kde trénoval s ViOnem Zlaté Moravce - Vráble.

### FK Partizan
V listopadu 2016 se dohodl na smlouvě se srbským klubem FK Partizan z Bělehradu.

## Reprezentační kariéra
Nastupoval za kamerunskou reprezentaci U20. Těsně mu unikla nominace na Mistrovství světa hráčů do 20 let 2009 v Egyptě.